# 1968-as magyar teniszbajnokság
Az 1968-as magyar teniszbajnokság a hatvankilencedik magyar bajnokság volt. A bajnokságot augusztus 18. és 26. között rendezték meg Budapesten, a Dózsa margitszigeti teniszstadionjában.

## Eredmények
| Versenyszám  | Arany                                        | Arany | Ezüst                                      | Ezüst | Bronz                                                                                    | Bronz |
| ------------ | -------------------------------------------- | ----- | ------------------------------------------ | ----- | ---------------------------------------------------------------------------------------- | ----- |
| Férfi egyéni | Gulyás István Újpesti Dózsa                  |       | Baranyi Szabolcs Újpesti Dózsa             |       | Szőke Péter Bp. Vörös Meteor                                                             |       |
| Női egyéni   | Polgár Erzsébet Újpesti Dózsa                |       | Szabó Éva Vasas SC                         |       | Monori Judith Diósgyőri VTK                                                              |       |
| Férfi páros  | Baranyi Szabolcs, Varga Géza Újpesti Dózsa   |       | Machán Róbert, Fehér János Bp. Honvéd      |       | Gulyás István, Szikszay András Újpesti DózsaSzőke Péter, Szőcsik András Bp. Vörös Meteor |       |
| Női páros    | Borka Katalin, Polgár Erzsébet Újpesti Dózsa |       | Duday Melinda, Széll Erzsébet Bp. Honvéd   |       | Cojacarin Anna, Sólyom Erzsébet Vasas SCSzabó Éva, Jószai Klára Vasas SC                 |       |
| Vegyes páros | Komáromy Ferenc, Szabó Éva Vasas SC          |       | Gulyás István, Borka Katalin Újpesti Dózsa |       | Baranyi Szabolcs, Polgár Erzsébet Újpesti DózsaMachán Róbert, Bardóczy Klára Bp. Honvéd  |       |

Megjegyzés: A magyar sport évkönyve szerint férfi egyéniben Komáromy Ferenc (Vasas), női egyéniben Sólyom Erzsébet (Vasas) is 3. helyezett volt, de mindkét esetben volt mérkőzés a 3. helyért.